# Arhopala pagia
Arhopala pagia är en fjärilsart som beskrevs av Corbet 1941. Arhopala pagia ingår i släktet Arhopala och familjen juvelvingar. Inga underarter finns listade i Catalogue of Life.